# 埃格里
埃格里（法語：Égry，法語發音：[eɡʁi]）是法国卢瓦雷省的一个市镇，位于该省北部，属于皮蒂维耶区。

## 地理
埃格里（48°6'11"N, 2°26'11"E）面积7.39 平方千米，位于法国中央-卢瓦尔河谷大区卢瓦雷省，该省份为法国中北部省份，北起埃松省，西北接厄尔-卢瓦省，西南接卢瓦-谢尔省，南至涅夫勒省和谢尔省，东临约讷省，东北接塞纳-马恩省。
与埃格里接壤的市镇（或旧市镇、城区）包括：戈贝尔坦、欧克西、加蒂奈地区巴维尔、博讷拉罗朗德。
埃格里的时区为UTC+01:00、UTC+02:00（夏令时）。

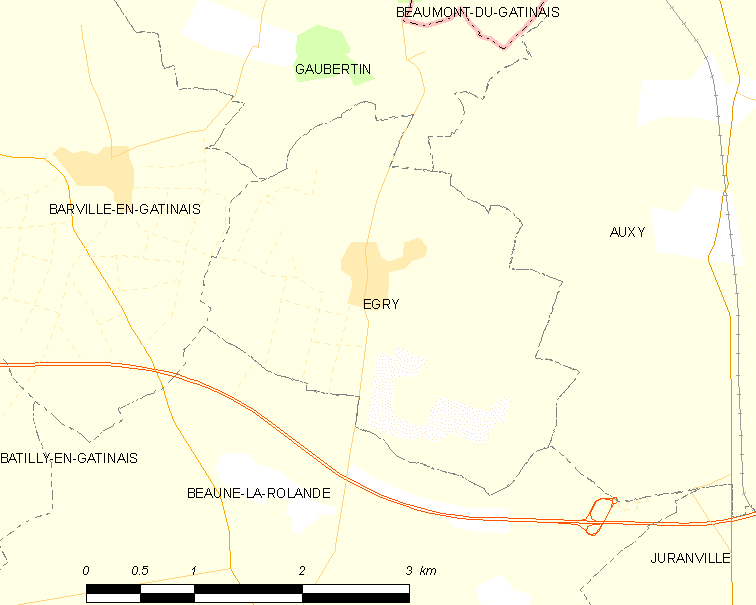
埃格里的OSM定位图

## 行政
埃格里的邮政编码为45340，INSEE市镇编码为45132。

## 政治
埃格里所属的省级选区为勒马勒塞布瓦县。

## 交通
卢瓦雷省省道D28线和D165线在埃格里交汇。

## 人口

1962-2008年间埃格里人口变化图示

埃格里于2022年1月1日时的人口数量为356人。